# 루이 12세
루이 12세(프랑스어: Louis XII, 1462년 6월 27일 - 1515년 1월 1일)는 프랑스의 왕이다. 샤를 6세의 동생인 루이 1세 드 발루아의 손자이며, 아쟁쿠르 전투 이후 잉글랜드에서 25년을 보낸 샤를 도를레앙의 아들이다.

## 초년
루이 12세는 1462년 6월 27일 투렌의 블루아에 위치한 블루아 성에서 태어났다. 1465년 작위를 물려받아 오를레앙 공작이 되었다. 루이 12세가 14살이 되던 1476년 당시 프랑스의 왕이었던 루이 11세는 그의 둘째 딸인 잔 드 프랑스를 루이 12세와 결혼시켰다. 샤를 8세의 제위 원년인 1483년 루이 12세는 샤를 8세에 맞서서 반란을 일으켰으나 1488년 생토방뒤코르미에 전투에서 패배한 후 붙잡혀 투옥되었다.
이후 1491년 샤를 8세의 명령으로 석방되었다. 1494년 루이 12세는 이탈리아 원정대를 보조하여 제노바를 점령하고 북 이탈리아에 남아 밀라노를 위협하였다. 당시 샤를 8세의 아이들은 모두 유아기에 사망하여, 루이 12세는 프랑스 왕위의 제1계승자가 되었고 1498년 샤를 8세에 이어 왕위에 오르게 되었다.

## 재위
루이 12세는 왕위에 오른 후 1499년 샤를 8세의 미망인이었던 안 드 브르타뉴와 결혼하였는데, 그녀는 추기경 조르주 당부아즈와 함께 루이 12세에게 큰 영향을 끼칠 수 있었다. 당시 루이 12세는 나폴리 왕국에 대한 소유권을 요구하고 있었는데, 1500년 그라나다 협약에 의해서 아라곤의 왕 페르난도 2세와 나폴리 왕국을 분할하기로 하였으나 결국에는 1501년 프랑스와 아라곤 왕국 사이에 전쟁이 발발하고 결국끝에 1504년 프랑스는 나폴리를 모두 잃어버렸다.
루이 12세는 나폴리를 요구한 것에다가 할아버지인 오를레앙 공작 루이 1세가 발렌티나 비스콘티와 결혼 한 것을 빌미로 밀라노까지 요구하기 시작하였고, 이를 위하여 그는 몇 번의 이탈리아 원정을 일으키기도 하였다. 1499년 루이 12세는 루도비코 스포르차에게서 밀라노를 빼앗았고, 12년동안 통치하였다.
베네치아 공화국에 대항하기 위하여 1508년 교황 율리오 2세, 신성 로마 제국 황제 막시밀리안 1세, 아라곤의 왕 페르난도 2세 등과 함께 캉브레 동맹을 조직하여 캉브레 동맹 전쟁을 일으켰다. 1509년 아냐델로 전투에서 승리하였으나, 베네치아와 교황이 동맹을 맺고 이후 교황 율리오 2세가 신성 동맹을 조직하여 프랑스를 저지하기 시작했다. 신성동맹에 신성 로마 제국, 아라곤 왕국, 잉글랜드 왕국 등이 신성 동맹에 가담하자 프랑스는 이탈리아에서 밀려나기 시작하여 결국 1513년 스위스에 의해 밀라노를 잃게 되었다.
이러한 전쟁이 있었음에도 불구하고 국내 문제에서는 1504년 재정 개혁과 1508년 세금 동결 및 세금 징수과정 개선 등 많은 노력을 기울여 프랑스 국내에서 큰 지지를 받아 1506년 투르에서 열린 삼부회에서 루이 12세는 '국민의 아버지'(프랑스어: Père Du Peuple)이라는 칭호를 얻었다.
루이 12세는 1515년 남성 계승자를 남기지 못하고 사망하였다. 이후 왕위는 발루아 공작 프랑수아가 이어 받았다.

## 가족 관계
루이 12세는 세 번 결혼하였다. 애초부터 첫 번째 부인인 잔 드 프랑스를 마음에 들지 않아했던 루이 12세는 왕위에 오른 후 잔과 이혼하였다. 이후 샤를 8세의 미망인인 안 드 브르타뉴와 재혼하여 훗날 자신을 이어 왕위에 오른 프랑수아 1세의 왕비가 된 클로드를 비롯한 두 명의 딸을 두었다. 1514년 1월 9일 안이 사망하자 잉글랜드를 신성 동맹으로부터 떼어내기 위하여 잉글랜드의 국왕 헨리 8세의 여동생이었던 메리 튜더와 세 번째 결혼을 하였다. 루이 12세는 1515년 1월 1일에 사망하였다.

## 참고 자료
본 문서에는 현재 퍼블릭 도메인에 속한 브리태니커 백과사전 제11판의 내용을 기초로 작성된 내용이 포함되어 있습니다.